# First Love (우타다 히카루의 음반)
《First Love》는 우타다 히카루의 1번째 정규 음반이다.

## 개요
현재까지 일본에서 860만 매 이상, 전 세계에서 991만 매 이상을 출하하고 있다.
2013년 기준으로, 이 앨범은 오리지널 앨범, 베스트 앨범을 포함해 일본의 CD 앨범 세일즈에서는 역대 1위이다.
오리콘에 의한 매상은 약 765만 매. karao.com에 의한 매상은 약 840만 매. 일본 레코드 협회의 조사에 따르면, 2001년 1월 20일까지 8,538,465매를 출하하고 있다 (일본만).
2014년 3월 10일, 발매 15주년을 기념해 《15th Anniversary Edition》을 발매.

## 수록곡
1. Automatic -Album Edit-
  - 1st 싱글의 어레인지.
2. Movin' on without you
  - 2nd 싱글.
3. In My Room
4. First Love
  - 후에 3rd 싱글로 싱글 컷.
5. 甘いワナ 〜Paint It, Black / 달콤한 덫~Paint It, Black
6. time will tell
  - 1st 싱글.
7. Never Let Go
8. B&C -Album Version-
  - 2nd 싱글 커플링의 어레인지.
9. Another Chance
10. Interlude
11. Give Me A Reason
12. Automatic -Johnny Vicious Remix-
  - 〈Automatic〉의 Johnny Vicious에 의한 리믹스.

## 같이 보기
- 일본에서 가장 많이 팔린 음반 목록